# 中村隆之 (アナウンサー)
中村 隆之（なかむら たかし、1976年4月16日 - ）は、テレビ和歌山のアナウンサー。

## 来歴・人物
大阪府泉南市出身。智辯学園和歌山高等学校、慶應義塾大学商学部卒業後、2000年テレビ和歌山に入社。
高校時代は応援団に所属していた。
入社後は主に学生スポーツ中継を担当しているほか、和歌山競輪場の場内アナウンサーを務める。

## 出演番組
- 6wakaイブニング - 月曜日担当
- WTVニュース
- 競輪中継
- スポーツ中継（高校野球、高校サッカー、高校ラグビーなど）